# Françoise d’Orléans
Prinzessin Françoise Marie Amélie von Orléans (* 14. August 1844 in Neuilly-sur-Seine bei Paris; † 28. Oktober 1925 im Château de Saint-Firmin) war Mitglied des Hauses Orléans und durch Heirat Herzogin von Chartres.

## Prinzessin von Orléans
Françoise d’Orléans wurde in Neuilly-sur-Seine als Tochter von François d’Orléans, prince de Joinville (1818–1900), und Prinzessin Franziska von Brasilien (1824–1898), eine Tochter von Kaiser Peter I. von Brasilien, geboren.

## Herzogin von Chartres
Am 11. Juni 1863 heiratete sie in der Saint Raphael's Church in Kingston ihren Cousin Prinz Robert, Herzog von Chartres.

## Nachkommen
1. Marie (1865–1909), die 1885 Prinz Waldemar von Dänemark heiratete.
2. Robert (1866–1885)
3. Henri (1867–1901)
4. Marguerite (1869–1940), die 1896 Marie-Armand-Patrice de Mac-Mahon, Herzog von Magenta, Sohn von Patrice de Mac-Mahon, Herzog von Magenta, heiratete.
5. Jean (1874–1940), Herzog von Guise und orléanistischer Thronprätendent als „Jean III.“, der 1899 seine Cousine ersten Grades, Prinzessin Isabelle von Orléans, heiratete und Nachkommen hatte.